# 天天樂翻天
《天天樂翻天》（英語：Happy Day）為台灣電視公司（台視）綜藝節目，播出時間是每週一至週五18：00～18：30或18：30～19：00，是《強棒出擊》的接檔節目，製作人是李典勇、沈玉琳，製作單位是艾迪爾傳播，固定伴奏者是孔鏘，1995年9月18日開播，1998年12月7日停播，節目口號是：「《天天樂翻天》，翻天！」
1996年1月31日，《天天樂翻天》播出第100集。

## 歷屆主持人
- 第一代主持人：吳宗憲、況明潔。
- 第二代主持人：吳宗憲、況明潔、黃子佼。
- 第三代主持人：吳宗憲、黃子佼。
- 末代主持人：曾國城、王麗玲；助理主持人：許效舜。

## 吳宗憲時期

### 前期單元
第一版節目內容有〈快問快答〉與〈十字路口〉等單元。〈快問快答〉的獲勝隊伍，可以獲得〈十字路口〉的參賽權。
〈快問快答〉
又名〈二選一〉，遊戲規則如下：
況明潔後方有四格（2乘2）電視牆，會按照況明潔的指示，依序在左半邊的兩格或右半邊的兩格顯示兩個選項。然後，況明潔請黃子佼或吳宗憲出題。黃子佼或吳宗憲宣讀題目，參賽者要按鈴搶答。答對者，會在參賽者選擇的選項上顯示「○」圖樣；反之，則顯示「×」圖樣，參賽者須接受乾冰懲罰。
況明潔離職後，改為黃子佼或吳宗憲出題。
答題數最多者，可獲得〈十字路口〉的參賽權；答題數最少者，也要接受乾冰懲罰。若兩隊答題數相等者，進行PK賽；答對問題者，才能參加〈十字路口〉。
〈十字路口〉
開場口號：「〈十字路口〉跟著走，左轉、右轉和直走，獎品通通有！」
〈十字路口〉遊戲有六道關卡，每道關卡均有「左、中、右」三道門，可選擇開一道門，選對後才可往前猜。一個隊伍均有二次失誤機會。達到三次失誤者，失去獎金取得權，僅能取得安慰獎；六關都猜中者，可獲獎金。
早期的〈十字路口〉，是由參賽者取鑰匙，並開啟三扇門的其中一扇，答對者即可前進；答錯者無法前進，並再猜。
後期的〈十字路口〉，則是以跳保麗龍箱方式進行。跳對箱子者，則不會墜入空盒子內；跳錯者就會墜入空盒子內，並還要再猜，才能過關。當然，整輪遊戲也允許兩次失誤；第三次失誤，則喪失獎金取得權，僅能取得安慰獎。
況明潔離職後，獎金改為「《天天樂翻天》紀念金銀幣25枚」。
〈剪刀石頭布〉
吳宗憲、黃子佼時期的外景單元。每集邀請一位來賓與黃子佼在夜市找多個飲食攤販玩剪刀石頭布，攤販與來賓猜拳，攤販贏者獲贈紀念品，來賓贏者接受攤販請客。

### 後期現場直播單元
開播時每週三為現場直播，由觀眾預先打0204開頭的高額付費電話call-in到節目中，再由節目隨機抽出幾位觀眾來玩〈十字路口〉單元。主持人會轉動四個輪盤，由來賓群射飛鏢在輪盤上，以選出一個四位數字代號的參賽者，再由主持人撥打電話至觀眾所輸入的電話家中。觀眾接起電話之後，主持人向觀眾說「天天樂翻天」，觀眾則向主持人說：「翻天！」倘若觀眾能夠說出「翻天」，就可以取得遊戲資格權；反之，則喪失其資格。
觀眾可以指定現場來賓選擇路線；若觀眾沒能完全過關，仍然有獎品可拿。

## 曾國城時期
第二版節目分前期與後期節目，兩者節目均有不同的內容。
曾國城時期的《天天樂翻天》，有下列單元：

### 前期
〈棒棒樂翻天〉
遊戲單元。主持人把水球放入彎曲透明塑膠管內，參賽者用海綿球棒擊水球，沒擊中的人會被其他人用紙扇子打頭頂。如果球棒僅有擦到球，並不是真的打出去，只計零點五分；打到球者，計一分。
〈加減樂翻天〉
外景單元。兩個觀眾玩加減遊戲；不過，這類加減計算式都會有「進位」的步驟，例如「82+39」、「53-39」等算式。最先算出答案者，可以對另外一個沒有及時算出答案或答錯的參賽者潑水。
〈瘋笑ABC〉
短劇單元，「瘋」音同「蕭」。由主持群及其他藝人合演搞笑短劇，演到一半，其中一個角色會講出一句英語句子，其他角色則用台語喊：「啥？你講啥？」此時，全劇暫停，徐薇隨即走出來講解該句英語句子。每集講解一至二個英語句子。每次講解完畢之後，徐薇說：「Understand？」（「明白了嗎？」）全部角色點頭，徐薇用英語向觀眾道別然後下場。徐薇下場之後，全部角色喊：「哦～倒帶！」然後同時原地跳躍一下，繼續演到進廣告或第二次全劇暫停為止。
〈晚餐蒸煎炸〉
是由某個日本節目的構想而來。每集邀請一位廚師示範烹煮一道菜餚，然後一位來賓挑戰烹煮此道菜餚。參賽者每人均從一百分開始計分；倘若參賽者不符合烹煮的規範（例如不用餐具試吃自己做的菜，而是直接以手指頭取菜），參賽者前面的警示燈會閃爍並扣五分。六十分為合格分數，低於六十分者會被判定不及格並獲贈「不及格證書」。
從第一次到最後一次的節目，沒有一個參賽藝人能夠合格。
〈人體ABC〉
參賽者兩兩一組，於主持人指定時間內「組合」成一個字母。例如：參賽者可以面對面互相握住對方的手臂，就成了字母H。拼不出來者判定失敗，並結束該隊的遊戲，由拼湊出最多字母的隊伍獲勝。
〈勁爆兄妹〉
「勁爆DJ」曾國城、「勁爆辣妹」王麗玲、「勁爆糗弟」九孔、「勁爆嗆妹」楊麗音、「勁爆酷哥」許效舜以嘻哈方式聊「勁爆話題」，例如「如果發現老爸珍藏的A片，你會怎麼辦」。本單元開放觀眾來信至艾迪爾傳播提供勁爆話題，收件地址：「台北市光復南路65號3樓」。

### 中期
保留〈快問快答〉單元，但答案增加至三個選項，規則如早期。答對最多者，可獲得〈電電唉喲喂〉的參賽資格。
〈電電唉喲喂〉
先期的〈電電唉喲喂〉，則是參賽者拿一個大插頭，對著牆壁上的「豬鼻子」插下去，只要豬鼻子不噴出電光火花，就算成功，反之則計失誤。一個參賽隊伍過了五關，即可獲得獎金，失誤共計兩次者，則僅能得到安慰獎。
後期的〈電電唉喲喂〉，則是由王麗玲介紹前三關、曾國城介紹後兩關，每一關均有三張電椅（當然不是刑場上用的那種），只是椅子通電後，會有電流刺激參賽者的臀部，感到刺痛後大聲尖叫。前三關的椅子，是通110伏特的電壓；後二關的椅子，是通1,000伏特的電壓。為了遊戲安全，場外還會有護士小姐隨時待命，以確保參賽者的安全。五關全部通過者，可獲得機票一張。參賽隊失誤共兩次者，僅能得到「安慰獎」。

### 後期
是由兩隊不同團體，由學生、表演團體、或是公司行號等組隊參加節目，分別進行對決，答對題目數最多者，可以取得〈快快快60秒拿大獎〉單元參賽資格。連續衛冕二十次者，即可獲得高額累計獎金。
後期有下列的單元：
〈講什麼都會通〉（台語發音）
由一個外國人與一個本地的閩南人把關，視當時題目種類決定，看是由外國人出題，還是由閩南人出題。從出題者傳送下去，將所說的句子逐次傳到最後一位，最後一位參賽者必須要正確的說出出題者的答案。之中會夾雜著跟參賽隊伍無關的人，假如是外國人出題，中間會夾雜著英文不流利的閩南人傳話。
〈快問快答〉
參賽隊伍進行搶答遊戲，每題有三個待選答案，參賽隊還會各指派一名成員坐在一個高空的椅子上。只要有參賽隊伍答對者，沒答對的參賽隊坐在椅子上的參賽者，會因椅子被收回而摔落至地面。地面有護墊保護，所以參賽者掉落時不會受傷。
〈虎怕who〉
每隊各派一個參賽者，在限定時間內，於道具老虎內找出水果。找到者，可替該隊增加分數；反之，則會被老虎「夾」到，不能取得分數。
〈快快快60秒拿大獎〉
分好幾次版本，以後期版本為例：第一部分是王麗玲先對參賽者發問簡單的「二選一」問題，答對指定題數者即可闖第二關；但如果參賽者答錯三次以上，王麗玲會「特別強調」正確答案的選項，好幫助參賽者答對。
第二部分與第三部分的內容有待確認。

## 開場音樂
在吳宗憲時期，節目開頭會播放孫耀威主唱的主題曲〈天天樂翻天〉，這首歌的原曲也是光陽工業「ZAP50」機車的電視廣告「《YOUNG GUNS》少年總司令篇」（《YOUNG GUNS》的袁建平、張士朋、楊日輝同任代言人）的主題曲。
在曾國城時期，節目開頭會播放曾國城與王麗玲齊喊的中英雙語口號搭配罐頭音樂作為開場音樂，末句為：「Happy Happy Happy Day，天天都是樂翻天！」